# Подводные лодки типа «Кайман»
Подводные лодки типа «Кайман» — серия российских подводных лодок, построенных в 1905—1910 годах по проекту Саймона Лейка (Лэка), ставшему развитием типа «Осётр».

## История

### Предпосылки заказа
В связи с началом Русско-Японской войны перед Морским техническим комитетом встала задача по максимально быстрому усилению флота в целом, и подводного флота в частности. Наряду с ведущимися отечественными разработками велись работы по приобретению иностранных образцов. Эксплуатация субмарин малого (100—200 тонн) водоизмещения показала их недостаточную автономность и мореходность, поэтому 4 января 1905 года Морской технический комитет (МТК) рекомендовал Морскому министерству заказать создание проекта лодок увеличенного размера с ходовыми характеристиками, позволяющими взаимодействовать с надводными кораблями. Отмечалось, что такие лодки «настоятельно необходимы теперь на Дальнем Востоке», и как минимум четыре единицы нужно строить как можно скорее, «не теряя ни одного дня».
Саймон Лейк ещё в сентябре 1904 года внёс предложение о строительстве в России десяти подводных лодок по своему новому проекту. Предполагалось получить корабли надводным водоизмещением 400 тонн, развивающие надводную скорость 16 узлов, имеющие дальность хода 4000 миль и вооружённые четырьмя торпедными аппаратами и двумя артиллерийскими орудиями. Заявленные характеристики для своего времени являлись вполне передовыми.
Так как первостепенной целью было усиление Тихоокеанского флота, то построенные на Балтике корабли предполагалось затем переводить своим ходом во Владивосток, при этом участок пути до Порт-Саида совмещался бы с приёмо-сдаточными испытаниями. 15 февраля 1905 года минное отделение МТК рассмотрело и утвердило проект 400-тонной лодки С. Лейка. 1 апреля 1905 года был заключён контракт на постройку четырёх таких лодок. Сумма контракта составила $2 000 000. Головной корабль планировалось сдать к 1 июня 1906 года, остальных трёх — к 1 сентября 1906 года.
Ещё на стадии принятия решения о заключении контракта проектировщик российских подводных лодок И. Г. Бубнов, изучив обводы и мощностные характеристики, считал даже 15-узловую скорость недостижимой, а дальность хода завышенной. Также, он отметил невыгодность предлагаемого контракта в вопросе штрафов за недобор скорости до проектной.

### Строительство
Сразу после заключения контракта и получения аванса в почти миллион рублей, С. Лейк организовал в Берлине конструкторское бюро для разработки рабочей документации. Строительство всех четырёх лодок началось в Санкт-Петербурге, на Охтинских верфях, которую тогда арендовала компания «В. Крейтон и К°». Корпуса строились на месте, компания Крейтона получила контракт на их постройку суммой 520 тысяч рублей со сроком сдачи первого корпуса к 10 ноября 1905 года. Механизмы поставлялись из США и стран Европы, сборку осуществляла компания С. Лейка.
Из-за постоянно вносимых изменений в проектную документацию сроки сразу же начали затягиваться. Закладка первого корпуса состоялась 30 июля 1905 года, на 1 октября собиралась обшивка корпуса, в конце ноября начали клепать корпус, только тогда заложили вторую и третью лодки. Первый корпус был полностью собран к середине января 1906 года, с опозданием на два месяца. В конце января Морской технический комитет на основании окончательных рабочих чертежей вынес ряд замечаний:
- Размещение бензиновых цистерн внутри надстройки из пропитанного парафином дерева является пожароопасным;
- Надёжность подводных якорей неудовлетворительна;
- Требуется проведение модельных испытаний для предотвращения опасности зарывания лодок носом в волну при надводном ходе;
- Два 47-мм орудия в ограждении прочной рубки размещены неудачно, рекомендуется их замена на несколько пулемётов;
- Запасные торпеды могут быть повреждены в результате выстрелов из торпедных аппаратов.

Все эти пункты имели статус необязательных советов С. Лейку, так как именно он нёс всю ответственность за качество проекта.
К июню 1906 года производилось формирование корпусов трёх последних лодок, изготавливались боевые рубки, устанавливались центробежные водоотливные насосы. Из-за забастовок работы часто прерывались, а к декабрю 1906 года численность рабочих упала вчетверо — до 200 человек. При этом, полный комплект документации за два прошедших года всё ещё не был готов, что вносило дополнительные задержки в ожидании поступления нужных чертежей. 28 ноября 1906 года головная лодка была спущена на воду. По плану она должна была быть полностью готова полугодом ранее.
В мае 1907 года лодки получили имена — «Кайман», «Аллигатор», «Дракон», «Крокодил». Все лодки были спущены на воду только весной-летом 1908 года. По предложению командира одной из лодок, А. О. Гадда, принятому МТК и Лейком, в надстройке установили дополнительно два наружных решётчатых торпедных аппарата системы Джевецкого. В октябре 1908 года лодки перевели с Охты к Новому адмиралтейству для достройки и испытаний. Тогда же для перевозки лодок на Тихий океан прорабатывался проект переоборудования судна «Марс», у которого для заведения двух лодок в трюм должна была разбираться носовая оконечность. Из-за высокой стоимости от проекта отказались, и лодки вовсе было решено оставить в составе Балтийского флота.
Весь 1909 год лодки медленно достраивались. Постоянные задержки вызывались плохим качеством чертежей и нехваткой работников. В конечном итоге, 9 октября 1909 года компанию Саймона Лейка окончательно отстранили от строительства лодок, обязав оплатить доработки и поручив их проведение экипажам кораблей.
Зимой 1910—1911 года лодки переделывались в Ревеле с целью ликвидации перегруза, составлявшего 10-13 тонн. После переделки ходовые качества снизились, но зато лодки смогли погружаться с полным грузом топлива и торпед. Осенью 1911 года, с опозданием более пяти лет, лодки были приняты и зачислены в состав флота.

### Служба
В 1912 году были заказаны дизели для замены опасных в эксплуатации бензиновых двигателей «Кайманов», однако замена так и не была произведена.
В 1915—1916 годах лодки участвовали в боевых действиях на Балтике. В 1916 году все лодки были выведены из боевого состава флота. Две лодки, «Аллигатор» и «Крокодил», были переделаны в плавучие зарядные станции, а оставшиеся две — «Кайман» и «Дракон», были сданы на хранение. 
25 февраля 1918 года подлодки были захвачены в Ревеле немецкими войсками, после чего лодки были переведены в Германию и разделаны на металл.

## Конструкция
Конструктивно «Кайманы» являлись развитием типа «Осётр» и переняли характерные особенности проектов Саймона Лейка, такие, как гидропланы в центральной части, выдвижные колёса для перемещения по грунту, камера для выхода водолаза, деревянные надстройки в качестве балластных цистерн.

### Корпус

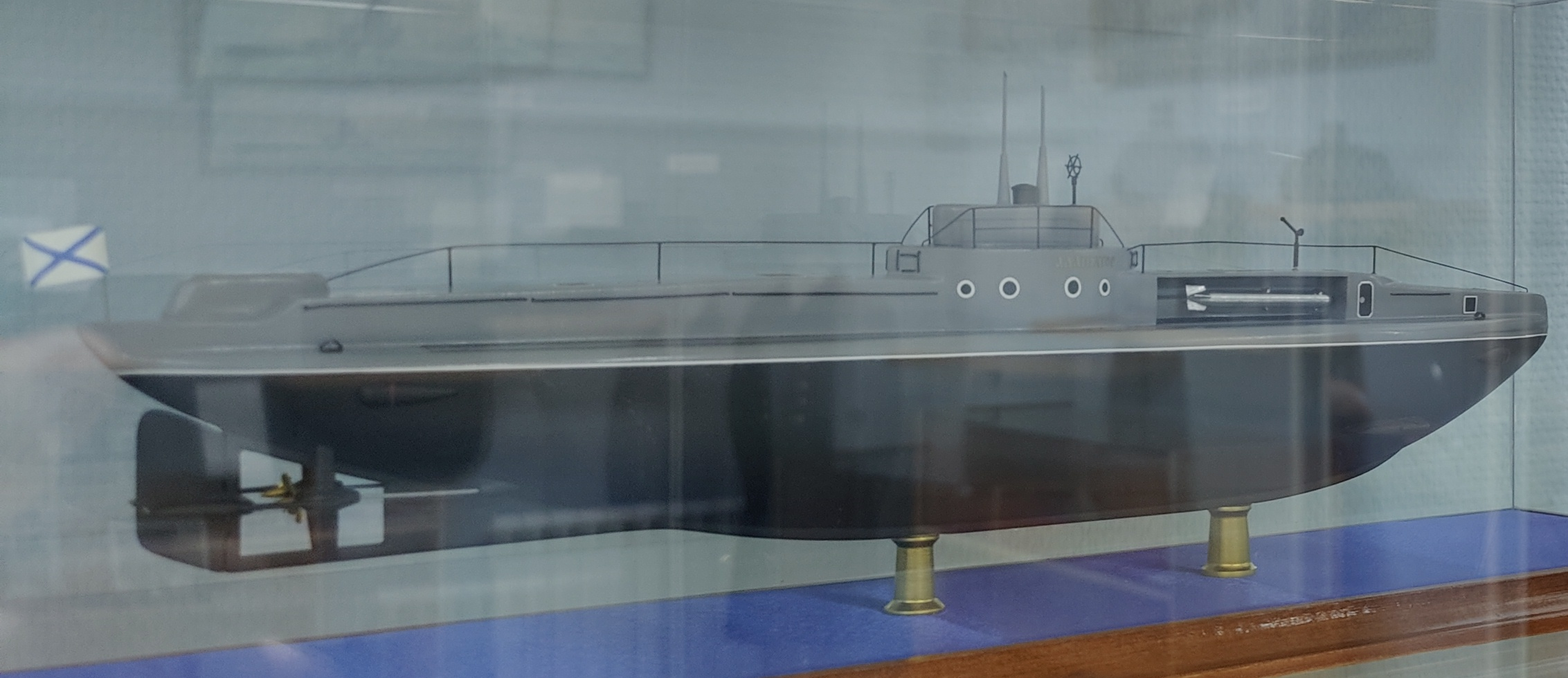
Макет в Музее истории подводных сил имени Маринеско

Лодки имели однокорпусную конструкцию. Система погружения-всплытия состояла из балластных цистерн внутри прочного корпуса — двух цистерн в оконечностях, выполнявших также роль дифферентных, и средней цистерны. Все они заполнялись через кингстоны большого размера. Дополнялись они цистернами в деревянной надстройке, имелась также кольцевая цистерна в рубке. Топливные цистерны также находились в надстройке, в нос от рубки. В нижней части корпуса, в наружном киле, находились ниши для чугунных колёс, приводившихся в движение специальным приводом, свинцовый балласт, сбрасываемый чугунный балласт. В носовой части имелась шлюзовая камера для выхода водолаза.

### Силовая установка
Двухвальная бензин-электрическая силовая установка изначально предполагалась состоящей из четырёх шестцилиндровых бензомоторов фирмы «White & Middleton» по 400 л. с. каждый, устанавливаемых последовательно попарно, и двух электромоторов по 100 л. с. каждый. Фактически при постройке устанавливались два восьмицилиндровых бензомотора по 400 л. с., а в корму от них — два четырёхцилиндровых мотора по 200 л. с. для движения экономическим ходом.
Аккумуляторная батарея из 60 элементов обеспечивала ёмкость 6900 ампер-часов и позволяла находиться под водой до 24 часов.

### Вооружение
Проектное вооружение «Кайманов» — четыре трубчатых торпедных аппарата калибра 457 мм, два носовых и два кормовых. Все они размещались вне прочного корпуса, в надстройке, и там же находились пеналы для четырёх запасных торпед. В ходе строительства дополнительно установили два решётчатых наружных торпедных аппарата системы Джевецкого, доведя тем самым носовой залп до четырёх торпед. Артиллерия была представлена двумя 47-мм орудиями в рубке. Фактически устанавливалось только одно 47-мм орудие, а второе заменялось пулемётом либо, только на «Аллигаторе», 37-мм орудием.

## Представители
| Название  | Изображение | Дата закладки         | Спуск на воду  | Ввод в строй     |
| --------- | ----------- | --------------------- | -------------- | ---------------- |
| Кайман    | «Кайман»    | 16 сентября 1905      | 28 ноября 1907 | 19 сентября 1911 |
| Аллигатор | «Аллигатор» | октябрь 1905          | 3 мая 1908     | 19 сентября 1911 |
| Крокодил  | «Крокодил»  | октябрь 1905          | 10 июля 1908   | 19 сентября 1911 |
| Дракон    | «Дракон»    | октябрь — ноябрь 1905 | 14 июня 1908   | 30 ноября 1911   |